# Габријел Фаренхајт
Данијел Габријел Фаренхајт (Гдањск, 24. мај 1686 — Хаг, 16. септембар 1736) је био немачки физичар и инжењер који је радио већи део свог живота у Холандској републици. Фаренхајтова (°F) скала за мерење температуре названа је по њему.

## Биографија
Фаренхајт је рођен у Гдањску у Пољско-литванској заједници 24. маја 1686. године. Фаренхајтови су били трговачка породица која се преселила из града ханзеатске лиге у пољски град. Фаренхајтов прадеда живео је у Ростоку, мада истраживања сугеришу да породица Фаренхајт потиче из Хилдесхајма. Данијелов деда, Рајнхолд Фаренхајт фом Кнајпхоф преселио се из Кнајпхофа (Кенигсберг) у Гдањск и стационирао се тамо као трговац 1650. године. Отац Данијел Фаренхајт оженио се Конкордијом (девојачко презиме Рунге), ћерком из познате породице Шуман из Гдањска. Данијел Габријел био је најстарији од петоро деце Фаренхајтових који су преживели детињство (два сина и три ћерке).
Након случајне преурањене смрти својих родитеља, који су умрли од отровних печурки, Габријел је морао да се обучава за трговину у Русији. Међутим, његови интереси за природне науке проузроковали су да започне студије и експериментисања на том пољу. Након путовања Европом, 1717. године зауставио се у Хагу са стакларским занатом, продајући барометре, висинометре и термометре. Од 1718. године, предавао је хемију у Амстердаму, а члан Краљевског друштва постао је 1724. године. Фаренхајт је умро у Хагу.

## Живини термометри
Данијел Фаренхајт је развио прецизне термометре. Своје прве термометре пунио је алкохолом, а касније је прешао на живу и направио још побољшања.

## Фаренхајтова скала
Фаренхајт је морао да придружи скалу својим термометрима како би могао да их користи за бележење температуре. Његови најранији радови са температурним скалама били су базирни на три референтне тачке. Референтна тачка за ниске температуре била је најнижа температура која се могла остварити у лабораторијским условима тог времена: смеша воде, леда и амонијум хлорида
. Фаренхајт је дефинисао ту температуру као 0 ° (прибл. -17.8 °). Следећа је била тачка мржњења воде, којој је дао вредност 32 °. Коначно, дефинисао је температуру људског тела као 96°.
Касније, уз помоћ живиног термометра који је могао да мери више температуре, Фаренхајт је поправио своју скалу тако да је завршна тачка била тачка кључања воде, коју је поставио за 212 °. Са овом поправком, нормална температура људског тела се померила на 98 °. Коначна Фаренхајтова скала има 180 степени, од тачке мржења до тачке кључања воде.
Фаренхајтова скала је била у широкој употреби у Европи пре преласка на целзијусову скалу. И даље се користи за свакодневна температурна мерења код обичног становништва у Сједињеним Државама, а ређе у Уједињеном Краљевству.